# Sensiz Olmuyor
Sensiz Olmuyor é uma telenovela turca produzida e exibida pela Show TV em parceria com o Kanal D, cuja transmissão ocorreu em 2005. É uma adaptação da trama colombiana Yo soy Betty, la fea, escrita por Fernando Gaitán.

## Elenco
| Ator / Atriz             | Personagem |
| ------------------------ | ---------- |
| Özlem Conker / Yeliz Şar | Gönül      |
| Emre Altuğ               | Arda       |
| Okan Yalabık             | Can        |
| İpek Tanrıyar            | Aslı       |
| Ebru Gürsoy              | Şebnem     |
| Tayfun Çorağan           | Ziya       |
| Zeynep Eronat            | Handan     |
| Mehmet Ali Kaptanlar     | Sadun      |
| Ayşegül Uygurer          | Şengül     |
| Kamil Sönmez             | Osman      |
| Durul Bazan              | Mino       |
| Mahir İpek               | Serdar     |
| Bülent Şakrak            | Civan      |
| Onuryay Evrentan         | Hande      |
| Gülsüm Kamu              | Zehra      |
| Aslan Altın              | Orhan      |